# Покрајина Валенсија
Покрајина Валенсија (шп. Provincia de Valencia) је покрајина Шпаније у аутономној заједници Валенсијанска Заједница. Главни град је Валенсија.